# Five Nights
Five Nights er en britisk stumfilm fra 1915 af Bert Haldane.

## Medvirkende
- Eve Balfour som Viola
- Thomas H. MacDonald som Trevor Lonsdale
- Sybil de Bray som Suzee
- Tom Coventry som Hop Lee